# オーサグラフ

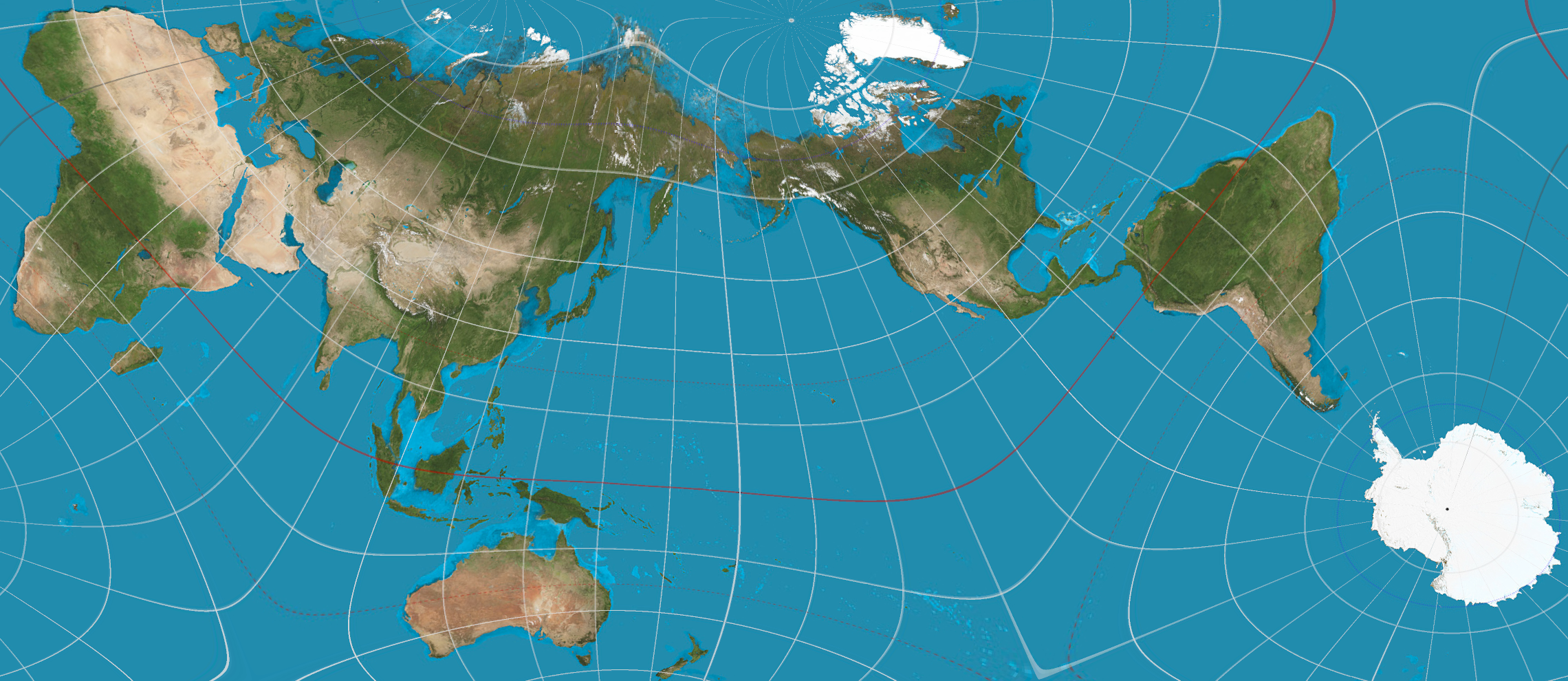
オーサグラフにより描画された世界地図。縦横比は 。

オーサグラフ（英語による造語：authagraph）（オーサグラフ世界地図）は、球面としての世界や空間全体を、写像を通して全方位的に長方形へと投射することができる図法。各地域を比較的歪みの少ない形と正しい面積比率で表すことのできる世界地図投影法として考案された。医療や教育などといった地理関連以外の多分野に応用される可能性を持つ。
"authalic （面積の等しい）" + "graph （図）" という構成要素から合成された造語である。
2016年のグッドデザイン賞大賞受賞。

## 概要
オーサグラフは、1999年（平成11年）、日本の建築家・構造家である鳴川肇（Hajime Narukawa）が率いる研究開発チームによって考案された。鳴川は2009年（平成21年）6月に AuthaGraph株式会社を設立し、同年5月16日、NTTインターコミュニケーション・センター (ICC) の「オープン・スペース 2009」テーマ展示「ミッションG：地球を知覚せよ！」において、オーサグラフによって作成した世界地図を公開した。
地図投影法としてのオーサグラフは、地球上の陸地の面積をほぼ正確に四角形の平面に写し取ることができると同時に、メルカトル図法と同じように「海などに切れ目が無いため、見やすい」という利点を併せ持っている。その意味で、メルカトル図法が持つ「高緯度地方の面積の表現が正確さに欠ける」という欠点を補完し得る。平面充填が可能であるオーサグラフは、地図上のどの箇所からも全方位的な全体図を切り出すことができる。すなわち、特定の中心点を持たない世界観でもって全体を自由に（平等に）見渡すことを可能としたのであり、この視点の提供は開発理念の骨子であったという。また、時間的推移の表示に活用すれば、地球環境の変移などを長期的に一望するのに最適と言える。
オーサグラフによる地図の作成方法は、まず、ほぼ正球体である地球の表面を96等分し、表面比を保ったままその擬正球面体を正四面体にデジタル的に変換する。その後、正四面体のそれぞれの正三角形の4面を切り離して、縦横比が {\displaystyle 1:{\sqrt {3}},{\sqrt {3}}:4,1:2{\sqrt {3}}} の長方形に組み替えて地図を作成するというものである。

## 投影の表式
上述の地図作成方法では、明示的な投影式を構成することが困難であった。このため、鳴川は2022年に正四面体の各頂点をそれぞれ共有し、当該正四面体に外接する合同な4つの円錐を設定することにより明示的な投影式の導出を行った。
それによれば、真球とみなした地球の表面は24等分され、代表的に等分された球面三角形の一つとして北極点N{\displaystyle (\pi /2,0)}、本初子午線上の点O{\displaystyle (\tan ^{-1}(1/{\sqrt {2}}),0)}、経度{\displaystyle \pi /3}の子午線上の点S{\displaystyle (\sin ^{-1}(1/3),\pi /3)}を頂点とするものを取り、投影後にOを原点とし、Sに向かう方向にx軸、Nに向かう方向にy軸を取ったとき、緯度{\displaystyle \varphi }、経度{\displaystyle \lambda }（いずれもラジアン単位とする）をxy平面に投影する式は以下のように表される：
{\displaystyle x={\frac {2}{\pi }}\cdot {\frac {2+\cos \lambda }{{\sqrt {2}}+\tan \varphi }}\left\{\lambda -\sin ^{-1}\left({\frac {\sin \lambda }{\sqrt {3}}}\right)\right\}}
{\displaystyle y={\frac {1}{\sqrt {3}}}\left({\sqrt {2}}-{\frac {2+\cos \lambda }{{\sqrt {2}}+\tan \varphi }}\right)}